# STS–41
Az STS–41 jelű küldetés az amerikai űrrepülőgép-program 36., a Discovery űrrepülőgép 11. repülése.

## Jellemzői
A beépített kanadai Canadarm (RMS) manipulátor kart 50 méter kinyúlást biztosított (műholdak indítás/elfogása, külső munkák [kutatás, szerelések], hővédőpajzs külső ellenőrzése) a műszaki szolgálat teljesítéséhez.

### Első nap
1990. október 6-án a szilárd hajtóanyagú gyorsítórakéták, Solid Rocket Booster(SRB) segítségével Floridából, a Cape Canaveral (KSC) Kennedy Űrközpontból, a LC39–B (LC–Launch Complex) jelű indítóállványról emelkedett a magasba. Az orbitális pályája 90,6 perces, 28,5 fokos hajlásszögű, elliptikus pálya perigeuma 300 kilométer, az apogeuma 307 kilométer volt. Felszálló tömeg indításkor 117 749 kilogramm (az eddigi legnehezebb súly), leszálló tömeg 89 298 kilogramm. Szállított hasznos teher 21 473 kilogramm

## Hasznos teher
1. Solid Surface Combustion Experiment (SSCE) – mikrogravitációs  körülmények között az Space Shuttle tűzbiztonságát ellenőrizve egy papírcsíkot égettek, amit megfogattak, tanulmányozva a láng irányát, kifejlődését.
2. Intelsat Solar Array Kupon (ISAC) – a Nemzetközi Távközlési Szervezet Satellite (Intelsat) megbízásából napelem típusokat terheltek a világűrből érkező mikrorészecskékkel szemben. A vizsgálat tárgya, hogy melyik anyagminta (napelemtábla) a legállóképesebb a világűrben.
3. Chromosome and Plant Cell Division Experiment (CHROMEX) – kromoszómaváltozás   gyökércsúcs sejtekben. Hosszú távú űrrepülés növénytermesztésének kísérlete, az intenzív gazdálkodás elősegítése a Földön,
4. Voice Command System (VCS) – a hangutasításos rendszer ellenőrzése fedélzeti televíziós kamerák alkalmazásánál, a számítógép vezérlésénél (az adott személyhez tartozó hang a világűrben megváltozik) – speciális headset mikrofon került alkalmazásra.
5. Investigations into Polymer Membrane Processing (IPMP) – kereskedelmi program a polimerek előállítása, vizsgálata elősegítendő egyes betegségek gyógyszeres (vese- dialízis, sótalanító) kezelésének eredményességét.
6. Physiological Systems Experiment (PSE) – élettani rendszerek tesztelése. Csonttömeg változás elleni gyógyszeres kezelést kapott 8 patkány, másik 8 patkány nem kapott kezelést.
7. Radiation Monitoring Experiment III (RME-III) – sugárvédelmi ellenőrző mérések (gamma, elektron, neutron, proton) a lakó- és tehertérben,
8. Shuttle Student Involvement Program (SSIP) – egyetemi megbízásra transzferszolgáltatás,
9. Air Force Maui Optical Site (AMOS) – elektromos- és optikai mérések biztosítása, földi eszközök kalibrálása,
10. Shuttle Solar Backscatter Ultraviolet (SSBUV) – ultraibolya visszaverődési kísérlet végzése. Földön kalibrált műszerekkel más értékeket lehet kapni, mint a mikrogravítációs körülmények között kalibrált műszerekkel. Az űrben kalibrált műszerekkel mérték a Föld ózon légkörének állapotát.

### Műhold
A tehertérben rögzített kommunikációs műholdakat a Canadarm (RMS) manipulátor kar segítségével pályairányba állították. A műhold pályairányba állítását követően az űrrepülőgép 13-16 kilométerre eltávolodott. A műholdat a 60 perc múlva, automatikusan induló PAM–S főmotor sikeresen heliocentrikus pályába emelte.

#### Ulysses
A legénysége sikeresen pályairányba állította a Ulysses űrszondát, amely 1992 februárjában megközelítette a Jupitert, majd kilépve az ekliptika síkjából Nap körüli poláris pályára állt.
Megnevezése:  Ulysses űrszonda (1990-090B); International Solar Polar Mission (ISPM). Kódszáma: SSC 20842.
Az űreszközt forgástengelyével Földre irányuló, forgó (5-7 fordulat) mozgással stabilizálták. Ez a pozíció biztosította, hogy parabolikus antennája a Földre irányuljon. Műszaki adatok: parabolikus antenna átmérője 5,4 méter; energia ellátását radioizotóp (RTG) termoelektromos (plutónium–238) akkumulátor biztosította (280 W); dipól antenna fesztávolsága 72,5 méter; axiális rúd antennája 26,2 méter. A szonda súlya 807 kilogramm, műszerezettségének súlya 55 kilogramm. A fedélzeti számítógép felelt a fedélzeti adatkezelésért, adattovábbításért, a földi parancsok vételéért. Az adatokat 45,8 millió bit (16-64 óra) tárolókapacitás segíti a Földre továbbítani. Egy másik számítógéprendszer a stabilitást ellenőrzi, és intézkedik a szükséges módosítások végrehajtására. Pályaelemeinek korrekcióját 8 gázmotor, Reaction Control System (RCS) biztosította. Kémiai hajtóanyaga 73 kilogramm vízmentes monopropilén hidrazin volt, héliumgáz nyomásrásegítővel.
Műszerezettsége
1. Vector Hélium Magnetometer (VHM) – bolygóközi tér mágnesességének mérése;
2. Flux-Gate Magnetometer (FGM) – bolygóközi tér mágnesességének mérése;
3. Solar Wind Plazma Experiment (SWPE) – bolygóközi tér plazma sűrűségének, hőmérsékletének mérése;
4. Solar Wind Chemical Composition Spectrometer (SWICS) – a napszél kémiai összetételének mérése spektrométerrel;
5. Cosmic Ray and Solar Charged Particle Investigation (COSPIN) – bolygóközi tér kozmikus sugárzásának detektálása, a szoláris eredetű töltött részecskék vizsgálata;
6. Energetic Particle Composition and Neutral Gas Experiment (EPAC/GAS) – bolygóközi tér energia részecskéinek összetétele, a semleges részecskék előfordulásának aránya;
7. Unified Radio and Plasma Wave Experiment (URAP) – rádióhullámok terjedése a bolygóközi térben
8. Heliospheric Instrument for Spectra, Composition and Anisotropy at low Energies (HI-SCALE) – napkitörések által okozott részecskesűrűség és összetétel mérése;
9. Gamma-ray Burst Experiment (GRB) – bolygóközi tér gamma sugárzásának mérése;
10. Cosmic Dust Experiment (DUST) – bolygóközi térben előforduló mikró (por) részecskék mérése;

#### Negyedik nap
1990. október 10-én Kaliforniában az Edwards légitámaszponton (AFB) szállt le. Összesen 4 napot, 2 órát, 10 percet és 4 másodpercet töltött a világűrben. 2 747 866 kilométert (1 707 445 mérföldet) repült, 66 alkalommal kerülte meg a Földet.

## Személyzet
(zárójelben a repülések száma az STS-41 jelű küldetéssel együtt)
- Richard Richards (2), parancsnok
- Robert Cabana (1), pilóta
- William Shepherd (2), küldetésfelelős
- Bruce Melnick (1), küldetésfelelős
- Thomas Dale Akers (1), küldetésfelelős

### Visszatérő  személyzet
- Richard Noel Richards (2), parancsnok
- Robert Cabana (1), pilóta
- William McMichael Shepherd (2), küldetésfelelős
- Bruce Melnick (1), küldetésfelelős
- Thomas Dale Akers (1), küldetésfelelős